# Loteae
Loteae je tribus (seskupení rodů) čeledi bobovité dvouděložných rostlin. Zahrnuje téměř 300 druhů ve 22 rodech a je rozšířen zejména v mírném pásu severní polokoule. Jsou to byliny až keře se složenými listy a motýlovitými květy v okolících nebo hlávkách. Některé druhy mají význam jako pícniny, v menší míře i v medicíně nebo se pěstují jako okrasné rostliny. V české přírodě je zastoupeno celkem 7 rodů, mezi běžnější druhy náleží štírovník růžkatý, čičorečka pestrá a úročník bolhoj.

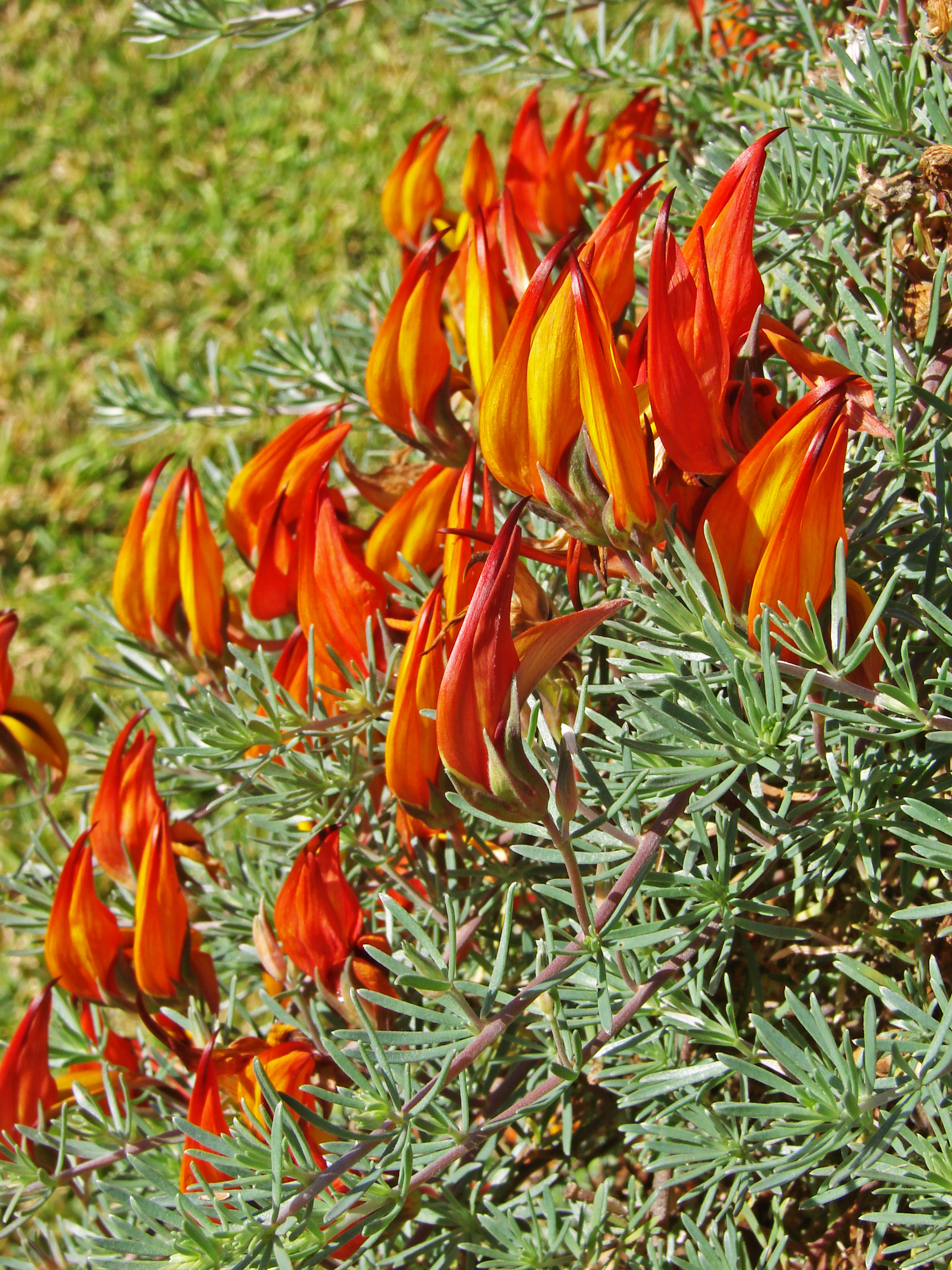
Štírovník Lotus maculatus

## Popis
Zástupci tribu Loteae jsou byliny, polokeře nebo keře. Listy jsou lichozpeřené nebo dlanitě složené, složené ze 3 až mnoha lístků (pouze výjimečně z 1 nebo 2 lístků). Lístky jsou vždy celokrajné. Palisty jsou volné nebo přirostlé k bázi řapíku. Květy jsou uspořádány v úžlabních okolících nebo hlávkách, u některých zástupců redukovaných na jediný květ. Kalich je zvonkovitý nebo trubkovitý. Pavéza je nehetnatá nebo se k bázi postupně zužuje. Tyčinek je 10, s jednou tyčinkou volnou nebo srůstající s ostatními. Plody nejčastěji pukají 2 chlopněmi nebo jsou nepukavé či se rozpadají na jednosemenné díly.

## Rozšíření
Tribus Loteae zahrnuje 22 rodů a asi 282 druhů. Největší rody jsou štírovník (Lotus, 125 druhů) a podkovka (Hippocrepis, 34 druhů). Většina rodů tohoto tribu obsahuje jen 1 nebo několik druhů.
Tribus Loteae je rozšířen v mírných oblastech severní polokoule. Centrum druhové diverzity je ve Středomoří a navazující jihozápadní Asii.
V květeně České republiky je tribus Loteae zastoupen celkem 7 rody. Vyskytují se zde 4 druhy štírovníku (Lotus) a 2 druhy bílojetele (Dorycnium). Zbývající rody jsou zastoupeny vždy jediným druhem: úročník bolhoj (Anthyllis vulneraria), čičorečka pestrá (Securigera varia), čičorka pochvatá (Coronilla vaginalis), ledenec přímořský (Tetragonolobus maritimus) a podkovka chocholatá (Hippocrepis comosa). Některé další rody a druhy jsou k nám vzácně zavlékány, zejména ze Středomoří.
V evropské květeně jsou mimo dalších zástupců již zmíněných rodů vyskytují 4 druhy ptačí nohy (Ornithopus), 2 druhy štírovky (Scorpiurus) a dále Dorycnopsis gerardii, Hammatolobium lotoides, Hymenocarpos circinnatus a Tripodion tetraphyllum. Všechny tyto druhy mimo dvou druhů ptačí nohy jsou vázány svým výskytem výhradně na Středomoří.
Rod Antopetitia je vázaný na hory tropické Afriky, monotypický rod Kebirita se vyskytuje v severozápadní saharské Africe. Rody Podolotus a Pseudolotus jsou rozšířeny v oblasti od jihozápadní Asie po Pákistán a Indii.
V Severní Americe se vyskytují rody Acmispon, Hosackia, Ottleya a Syrmatium. Rod Hosackia přesahuje i do Střední Ameriky. Acmispon wrangelianus je endemit Chile, ptačí noha Ornithopus micranthus se vyskytuje v Argentině, jižní Brazílii a Uruguayi.

## Zástupci
- bílojetel (Dorycnium)
- čičorečka (Securigera)
- čičorka (Coronilla)
- ledenec (Tetragonolobus)
- podkovka (Hippocrepis)
- ptačí noha (Ornithopus)
- štírovka (Scorpiurus)
- štírovník (Lotus)
- úročník (Anthyllis)

## Význam
Některé druhy mají význam jako pícniny či zelené hnojení, zejména úročník bolhoj (Anthyllis vulneraria), štírovník růžkatý (Lotus corniculatus), čičorečka pestrá (Securigera varia) aj. Listy a lusky štírovky Scorpiurus vermiculatus jsou jedlé, podobně jako lusky a hlízy ledence nachového (Tetragonolobus purpureus). Některé druhy mají význam v medicíně, např. úročník bolhoj.
Štírovníky Lotus bertholetii a L. maculatus jsou pěstovány jako okrasné rostliny.

## Přehled rodů
Acmispon, Anthyllis, Antopetitia, Coronilla, Cytisopsis, Dorycnium, Dorycnopsis, Hammatolobium, Hippocrepis, Hosackia, Hymenocarpos, Kebirita, Lotus, Ornithopus, Ottleya, Podolotus, Pseudolotus, Scorpiurus, Securigera, Syrmatium, Tetragonolobus, Tripodion